# Die Simpsons/Staffel 30
Die 30. Staffel der US-amerikanischen Zeichentrickserie Die Simpsons wurde vom 30. September 2018 bis zum 12. Mai 2019 auf dem US-amerikanischen Sender Fox ausgestrahlt. Die deutschsprachige Erstausstrahlung der Folgen 1 bis 3 sowie 5 bis 12 fand vom 28. Oktober 2019 bis zum 13. Januar 2020 auf dem deutschen Free-TV-Sender ProSieben statt. Die Erstausstrahlung der 4. Folge sendete der österreichische Free-TV-Sender ORFeins am 31. Oktober 2019 und vom 3. Februar bis 9. März 2020 die Folgen 13 bis 18. Die letzten fünf Folgen wurden bei der kompletten Staffelveröffentlichung auf Disney+ am 24. März 2020 erstmals im deutschsprachigen Raum gezeigt.

## Episoden
| Nr. (ges.) | Nr. (St.) | Deutscher Titel             | Originaltitel                      | Erstausstrahlung USA | Deutschsprachige Erstveröffentlichung (D/A) | Regie             | Drehbuch                                        | Zuschauer (USA) | Prod. Code |
| ---------- | --------- | --------------------------- | ---------------------------------- | -------------------- | ------------------------------------------- | ----------------- | ----------------------------------------------- | --------------- | ---------- |
| 640        | 1         | Bart ist nicht tot          | Bart’s Not Dead                    | 30. Sep. 2018        | 28. Okt. 2019                               | Bob Anderson      | Stephanie Gillis                                | 3,24 Mio.       | XABF19     |
| 641        | 2         | Heartbreak Hotel            | Heartbreak Hotel                   | 7. Okt. 2018         | 28. Okt. 2019                               | Steven Dean Moore | Renee Ridgeley & Matt Selman                    | 4,60 Mio.       | XABF15     |
| 642        | 3         | Himmlische Geschichten      | My Way or the Highway to Heaven    | 14. Okt. 2018        | 11. Nov. 2019                               | Rob Oliver        | Dan Castellaneta, Deb Lacusta & Vince Waldron   | 2,52 Mio.       | XABF17     |
| 643        | 4         | Planet im Nebel             | Treehouse of Horror XXIX           | 21. Okt. 2018        | 31. Okt. 2019                               | Matthew Faughnan  | Joel H. Cohen                                   | 2,95 Mio.       | XABF16     |
| 644        | 5         | Passives Fahren             | Baby You Can’t Drive My Car        | 4. Nov. 2018         | 18. Nov. 2019                               | Timothy Bailey    | Rob LaZebnik                                    | 5,08 Mio.       | XABF18     |
| 645        | 6         | Keine Frau für Moe          | From Russia Without Love           | 11. Nov. 2018        | 25. Nov. 2019                               | Matthew Nastuk    | Michael Ferris                                  | 2,35 Mio.       | XABF20     |
| 646        | 7         | Genderama                   | Werking Mom                        | 18. Nov. 2018        | 2. Dez. 2019                                | Michael Polcino   | Carolyn Omine & Robin Sayers                    | 4,34 Mio.       | XABF21     |
| 647        | 8         | Krusty, der Clown           | Krusty the Clown                   | 25. Nov. 2018        | 9. Dez. 2019                                | Matthew Faughnan  | Ryan Koh                                        | 2,11 Mio.       | XABF22     |
| 648        | 9         | Daddicus Finch              | Daddicus Finch                     | 2. Dez. 2018         | 30. Dez. 2019                               | Steven Dean Moore | Al Jean                                         | 4,33 Mio.       | YABF01     |
| 649        | 10        | Weihnachten in Florida      | ’Tis the 30th Season               | 9. Dez. 2018         | 16. Dez. 2019                               | Lance Kramer      | John Frink & Joel H. Cohen Idee: Jeff Westbrook | 7,53 Mio.       | YABF02     |
| 650        | 11        | Plastiktrauma               | Mad About the Toy                  | 6. Jan. 2019         | 6. Jan. 2020                                | Rob Oliver        | Michael Price                                   | 2,33 Mio.       | YABF03     |
| 651        | 12        | Das Mädchen im Bus          | The Girl on the Bus                | 13. Jan. 2019        | 13. Jan. 2020                               | Chris Clements    | Joel H. Cohen                                   | 8,20 Mio.       | YABF04     |
| 652        | 13        | Fett's Dance                | I’m Dancing as Fat as I Can        | 10. Feb. 2019        | 3. Feb. 2020                                | Matthew Nastuk    | Jane Becker                                     | 1,75 Mio.       | YABF06     |
| 653        | 14        | Projekt Weltraumsand        | The Clown Stays in the Picture     | 17. Feb. 2019        | 10. Feb. 2020                               | Timothy Bailey    | Matt Selman                                     | 2,75 Mio.       | YABF05     |
| 654        | 15        | Der Prozess                 | 101 Mitigations                    | 3. März 2019         | 17. Feb. 2020                               | Mark Kirkland     | Brian Kelley & Dan Vebber Idee: Rob LaZebnik    | 2,25 Mio.       | YABF07     |
| 655        | 16        | Mission Simpossible         | I Want You (She’s So Heavy)        | 10. März 2019        | 24. Feb. 2020                               | Steven Dean Moore | Jeff Westbrook                                  | 2,21 Mio.       | YABF08     |
| 656        | 17        | Friss meine Sports          | E My Sports                        | 17. März 2019        | 2. März 2020                                | Rob Oliver        | Rob LaZebnik                                    | 2,08 Mio.       | YABF09     |
| 657        | 18        | Bart gegen Itchy & Scratchy | Bart vs. Itchy & Scratchy          | 24. März 2019        | 9. März 2020                                | Chris Clements    | Megan Amram                                     | 1,99 Mio.       | YABF10     |
| 658        | 19        | Harmonie vs. Philharmonie   | Girl’s in the Band                 | 31. März 2019        | 24. März 2020                               | Jennifer Moeller  | Nancy Cartwright                                | 2,07 Mio.       | YABF11     |
| 659        | 20        | Oklahoma                    | I’m Just a Girl Who Can’t Say D’oh | 7. Apr. 2019         | 24. März 2020                               | Michael Polcino   | Jeff Martin & Jenna Martin                      | 1,61 Mio.       | YABF12     |
| 660        | 21        | Oh, Kanada                  | D’oh Canada                        | 28. Apr. 2019        | 24. März 2020                               | Matthew Nastuk    | Tim Long & Miranda Thompson                     | 1,93 Mio.       | YABF14     |
| 661        | 22        | Kriminalakte Springfield    | Woo-hoo Dunnit?                    | 5. Mai 2019          | 24. März 2020                               | Steven Dean Moore | Brian Kelley                                    | 1,79 Mio.       | YABF15     |
| 662        | 23        | Kristallblaue Versuchung    | Crystal Blue-Haired Persuasion     | 12. Mai 2019         | 24. März 2020                               | Matthew Faughnan  | Megan Amram                                     | 1,50 Mio.       | YABF16     |